# Рентгеново лъчение
Рентгеновото лъчение (често наричано и Рентгенови лъчи) е електромагнитно излъчване с дължина на вълната в обхвата от 0,01 до 10 нанометра, което отговаря на честота от 30 до 30 000 PHz (1 PHz = 1015 Hz). Използва се в медицината за диагностика и в кристалографията. Рентгеновите лъчи са йонизиращо излъчване и могат да са опасни за живите същества.
В електромагнитния спектър рентгеновите лъчи се намират между ултравиолетовото излъчване и гама-лъчите.
Изкуствен източник е рентгеновата тръба, вид електронна лампа аналогична по устройство на лампов диод, т.е. всеки лампов диод от ТХО на лампов телевизор може да бъде пуснат в режим на макар и слабо, все пак регистрируемо, рентгеново излъчване. Представлява стъклена тръба, в която е създаден вакуум. Катодът представлява метален елемент, нагряван с тънка спираловидна жичка (или самата спираловидна жичка е катод), която се нагрява от отделна отоплителна нисковолтова верига до няколкостотин градуса по Целзий, визуално до червено. Отделят се електрони (е-), които се насочват към анода, който представлява метална пластинка с положително напрежение. Под въздействие на прилаганото високо напрежение от порядъка на няколко хиляди волта от анода започват да се отделят рентгенови лъчи, които представляват фотони с много висока енергия, обикновено 5 – 10 keV. Анодът обикновено е плосък, разположен под такъв ъгъл в стъкленото тяло на лампата, че да е удобно при монтаж рентгеновото лъчение да излиза на 45 градуса по оста.

## Физика

### Получаване
Рентгеновите лъчи се получават при удара на електрони (например от електронен лъч) с атомите на веществото-мишена в специална вакуумна лампа, наречена рентгенова тръба. Максималната енергия на фотоните на рентгеновите лъчи е ограничена от енергията на бомбардиращите електрони, която от своя страна зависи от приложеното напрежение, така че една вакуумна лампа с приложено напрежение 80 kV създава рентгенови лъчи с енергия максимум 80 keV. Съществуват два различни процеса на генериране на рентгенови лъчи при удар на електроните в мишената:
1. Спирачно лъчение (Bremsstrahlung): То е резултат от разсейването на електронните от силното електрично поле в близост до ядрата с висок атомен номер. Тези рентгенови лъчи са с непрекъснат спектър.
2. Рентгенова флуоресценция: Ако електронът притежава достатъчно енергия, той избива електрон от вътрешната електронна обвивка на атом на метала, така че електрон от по-горните му обвивки запълва образувалата се ваканция и при прехода излъчва фотон. Този процес се нарича емисия и полученият емисионен спектър е дискретен (съдържа няколко спектрални линии). Неговите спектрални линии зависят от материала на мишената (анода) и затова това излъчване се нарича характеристично рентгеново излъчване. Най-често електронните преходи са към най-вътрешната обвивка K (наричани К-линии) или следващата L (наричани L линии) и т.н.

Така общият вид на рентгеново излъчване, получено в резултат на електронна бомбардировка на метален анод изглежда по следния начин: непрекъснат спирачен спектър, чийто интензитет намалява до нула при напрежението на източника плюс няколко пика от характеристични линии.
И двата процеса са с много ниска ефективност – около един процент и затова, за да се получи практически приложим сноп от рентгенови лъчи, повечето от електрическата мощност се разсейва във вид на топлина. Затова една рентгенова тръба трябва да е специално проектирана, за да се отвежда топлината.
Напреженията, използвани при рентгенови тръби за диагностични цели варират между 20 и 150 kV.

### Спирачно рентгеново излъчване
Около 99% от кинетичната енергия на електроните се преобразува в топлина и мишената се загрява. Когато срещнат на пътя си атомни ядра, част от електроните рязко се забавят и излъчват: кинетичната им енергия частично или изцяло се преобразува в енергия на електромагнитно лъчение от рентгеновата област. Това излъчване се нарича спирачно и има непрекъснат спектър, който не зависи от вида на атомите на мишената, а се определя единствено от кинетичната енергия на електроните. Спектърът на спирачно рентгеново излъчване е с рязка късовълнова граница. При увеличаване на приложеното към рентгеновата тръба ускоряващо напрежение, граничната дължина на вълната намалява. Всъщност, за да получим рентгенови лъчи с по-голяма енергия, т.е., с по-малка дължина на вълната, трябва да имаме електронен сноп с по-голяма кинетична енергия на електроните.

### Характеристично рентгеново излъчване
| Мишена | Kβ₁      | Kβ₂      | Kα₁      | Kα₂      |
| ------ | -------- | -------- | -------- | -------- |
| Fe     | 0.17566  | 0.17442  | 0.193604 | 0.193998 |
| Co     | 0.162079 | 0.160891 | 0.178897 | 0.179285 |
| Ni     | 0.15001  | 0.14886  | 0.165791 | 0.166175 |
| Cu     | 0.139222 | 0.138109 | 0.154056 | 0.154439 |
| Zr     | 0.70173  | 0.68993  | 0.78593  | 0.79015  |
| Mo     | 0.63229  | 0.62099  | 0.70930  | 0.71359  |

Характеристичното рентгеново излъчване се дължи на преходи на електроните между най-вътрешните енергийни нива на атомите на по-тежки химични елементи. На илюстрацията са показани рентгенови лъчи, получени при преход към ниво n=1 или K-обвивката на атома. Ако преходът е от следващото (n=2) те се означават с Kα, ако преходът е от ниво n=3 с Kβ и т.н.
Електромагнитни вълни с дължина на вълната над 0,1 nm се наричат „меки“ рентгенови лъчи. При дължина на вълната под 0,1 nm се наричат „твърди“ рентгенови лъчи. Те се припокриват с т.нар. „дълговълнови“ гама-лъчи. Различието между твърдите рентгенови лъчи и дълговълновите гама-лъчи е в източника на излъчването: рентгеновите лъчи се получават от процеси с участието на високоенергийни електрони, а гама-лъчите са свързани с промяна в самото атомно ядро.
Единственият химичен елемент, излъчващ спонтанно рентгенови лъчи е изотопът тулий-170/Thulium (Tm). Това прави тулий-170 подходящ за изграждането на портативни, енергонезависими рентгенови апарати и дефектоскопи. Използва се и в радиоизотопните източници на енергия. Периодът на полуразпад Т½ на тулий-170 е 129 денонощия.

### Дифракция
През 1912 година германският физик Макс фон Лауе теоретично обосновава възможността кристалите, които са изградени от симетрично разположени редици от атоми, да се използват като дифракционни решетки за рентгеновите лъчи. Успореден сноп от рентгенови лъчи с различна дължина на вълната, която е от порядъка на разстоянието между атомите, пада върху кристал. След като преминат през кристала, рентгеновите лъчи се разделят на отделни снопове, които попадат върху фотографски филм и създават дифракционна картина, съставена от симетрично разположени петна. Тези петна са резултат от интерференцията на вторичните вълни, излъчени от много голям брой симетрично разположени атоми, действащи като дифракционна решетка. Като се анализира разположението на петната и техният интензитет, получава се информация за структурата на кристала: за начина на подреждане на атомите и се определя разстоянието между тях. Този метод за изследване на вътрешната структура на веществата се нарича рентгено-структурен анализ. Чрез анализ на дифракционните картини, получени с рентгенови лъчи, се определя също така структурата на метални сплави, органични съединения и биологични обекти с периодична структура (например молекулите на ДНК, на хемоглобина и др.).

## Детектори
Разпознаването на рентгеново излъчване е основано на различни методи.

### Гайгеров брояч
Най-разпространеният метод за разпознаване на радиоактивно излъчване се основава на йонизацията на газове. Гайгеровият брояч представлява тръба с 2 електрода / катод и анод/, пълна с газ под налягане, значително по-ниско от атмосферното. При преминаване на частица или лъч през нея, за момент протича електрически ток. Чрез някакъв електронен усилвател сигналът се усилва и се показва на дисплей или циферблат или се чува като звук – едно пукане (щракване) за всяка частица.

## История
Рентгеновото лъчение е открито на 8 ноември 1895 г. от професора във Вюрцбургския университет в Германия Вилхелм Конрад Рентген (Рьонтген) (1845 – 1923) при провежданите от него опити с електрически разряди в газове. Той използвал стъклена тръба с два електрода, изпомпана до налягане 100 000 пъти по-ниско от атмосферното. Тя била обвита в черна хартия, непропускаща видимата светлина, предизвиквана от катодните лъчи и излъчвана от областта около анода.
Рентген забелязал, че намиращите се на известно разстояние от тръбата бариеви кристали светят в тъмнината. Изключил напрежението на тръбата и кристалите угаснали. Той поставил недалеч от нея екран, покрит с бариеви соли, който светвал всеки път, когато включвал напрежението и угасвал след изключването му.
Ученият започнал да поставя предмети от различни материали между тръбата и екрана. Картонът, хартията, ебонитът не влияели на яркостта на светене, докато металните предмети хвърляли сянка върху екрана. Поставил дланта си на пътя на тези „Х-лъчи“, както ги наричал той. На екрана се появило изображение на костите от скелета му, те почти не пропускали неизвестните проникващи лъчи. Меките тъкани обаче били прозрачни за рентгеновите (по-правилно рьонтгеновите) лъчи.
Статията му „За новия род лъчи“, в която описвал свойствата им, обиколила буквално целия свят, а по-късно била издадена като отделна брошура на всички европейски езици. Получил е първата Нобелова награда за физика – през 1901 г. – „в знак на признание за необикновено важни заслуги пред науката, изразени в откриването на лъчи, наречени впоследствие в негова чест“.
Но Рентген така и не съумял да обясни природата на загадъчните лъчи. Той дори не подозирал за съществуването на електроните, а всъщност точно намаляването на тяхната скорост в стъклото на тръбата е причината за появяване на излъчването на „Х-лъчите“ и на зеленикавата видима светлина.
Когато заредена частица навлезе във вещество, тя губи от своята скорост и излъчва електромагнитни вълни. Сноп намаляващи скоростта си електрони излъчва вълни с най-различни дължини и затова поражда непрекъснат рентгенов спектър в рамките на съответната част от електромагнитната скала, както и отделни линии на характеристично лъчение, обусловено от йонизацията на веществото на анода и използвано за изследването му.

### Никола Тесла
През април 1887 г. Никола Тесла започва да изследва рентгеновите лъчи /Х-лъчи/, използвайки високоволтова вакуумна тръба по собствен дизайн. От неговите публикации става ясно, че е изобретил специална едно-електродна Х-лъчева тръба, която се различава от другите по това, че няма електрод за мишена. Той ги обявява през 1897 г. в лекцията си за рентгеновите лъчи пред Нюйоркската Академия на Науките.
Принципът на устройството, създадено от Тесла, в днешно време е наречен „спирачно лъчев (Bremsstrahlung) процес“, при който се образува високоенергийно вторично рентгеново излъчване, когато заредени частици /като електроните/ преминават през материя. До 1892 г. Тесла прави няколко такива експеримента, но не категоризира излъчването като рентгеново, както е наречено по-късно. Вместо това феноменът е наречен „лъчиста енергия“. Тесла не обявява официално откритията си, нито ги прави всеобщо известни. Резултатите от неговия следващ експеримент, в който изолира силни полеви емисии, му позволили да осведоми научното общество за биологичния риск, свързан с рентгеновите лъчи.

### Хайнрих Херц
През 1892 г. Хайнрих Херц започва да експериментира и да демонстрира как катодните лъчи могат да проникнат през много тънък метален станиол /като алуминия/. Филип Ленард, студент на Херц, провежда по-нататъшни изследвания. Той създава версия на катодната тръба и изучава проникването на рентгенови лъчи в различни метали. Филип Ленард не разбира, че създава Х-лъчи.

### Херман фон Хелмхолц
Херман фон Хелмхолц формулира математическото уравнение на Х-лъчите. Той предлага теорията за разпръскването преди Рьонтген да направи откритието си и да го обяви. То било оформено около електромагнитната теория за светлината /Хидман Анален, XLVIII в./. Въпреки това, той не е работил със същински рентгенови лъчи.

### Вилхелм Рьонтген
На 8 ноември 1895 г. Вилхелм Рьонтген, немски физик, започва наблюдението си и по-нататъшното документиране на рентгенови лъчи, докато експериментирал с вакуумни тръби. На 28 декември 1895 г. Рьонтген написва предварителен доклад „Нов вид лъч: предварително съобщаване“. Той го предава на Вюрцбургския Физично-Медицински Обществен Вестник. Това е първото формално и обществено ползване на термина „X-лъчи“. Рьонтген нарича излъчването „Х“, за да отбележи, че то е от непознат вид. Въпреки настояването на Рьонтген за запазване на наименованието, колегите му все използвали термина „рентгенови лъчи“, като и до днес не е дадено конкретно наименование. Вилхелм Рьонтген получава първата Нобелова награда за заслуги в сферата на Физиката през 1901 г. в чест на откритието си.
Рьонтген работел върху катодно-лъчев генератор. Изведнъж той забелязал слаба зелена светлина на стената. Странното било, че светлината преминавала през различни препятствия /хартия, дърво, книги/. След това той започнал да слага различни предмети пред генератора и докато правел това забелязал, че вижда очертанията на костите си на стената. Рьонтген казва, че не знаел какво да мисли и продължил да експериментира.

### Томас Едисън
През 1895 г. Томас Едисън изследвал материали, имащи способността да флуоресцират под действието на рентгенови лъчи и открива, че най-ефективното вещество е калциевият волфрамит (шеелит). Около март 1896 г. флуороскопът, който той създал, се превърнал в образцов пример за приложимостта на рентгеновите лъчи в медицината. Въпреки това, Едисон спира изследванията си за Х-лъчите около 1903 г. след смъртта на своя колега Кларънс Медисън Дайли. Дайли имал навика да тества рентгеновите тръби върху ръцете си и вследствие развил рак в тях. Впоследствие, за да спасят живота му, ръцете му били ампутирани.

### Развитие през 20 век
През 1906 г. физикът Чарлз Гловър Баркла (Charles Barkla) открива, че рентгеновите лъчи се разсейват от газовете, при което всеки химичен елемент има характеристично рентгеново излъчване. За това свое откритие през 1917 г. получава Нобелова награда за физика.
През 1912 г. Макс фон Лауе, Паул Книпинг и Валтер Фридрих (Max von Laue, Paul Knipping and Walter Friedrich) наблюдават за първи път дифракцията на рентгенови лъчи от кристали. Откритието заедно с предните разработки на Пол Питър Ивалд, (Paul Peter Ewald) Уилям Хенри Браг (William Henry Bragg) и Уилям Лорънс Браг (William Lawrence Bragg) дава начало на рентгеновата спектроскопия.
През 1913 г. Хенри Мозли установява че съществува систематична математическа зависимост между честотата на спектралните линии на характеристичното рентгеново излъчване и атомния номер на излъчващия химичен елемент. Закономерността е наречена в чест на откривателя си Закон на Мозли. Това фундаментално откритие изиграва огромно значение за установяването на физическия смисъл на Периодичната система на Менделеев и атомните номера и за потвърждение на верността на планетарния модел на атома.

## Биологично действие
Подобно на радиоактивните лъчения, рентгеновите лъчи имат йонизираща способност. Те йонизират атомите и молекулите, влизащи в състава на живите клетки, на което се основава биологичното им действие. Погълнатото лъчение води до физични промени в клетките като разрушаване на молекулите, спиране действието на ензимите, разкъсване на хромозомите и други увреждания. Клетките, които растат най-бързо, са най-възприемчиви към лъчението. Затова рентгеновите лъчи се използват в медицината за лечение на туморните образувания, чиито клетки се размножават много по-бързо от нормалните клетки и са по-чувствителни към йонизиращите лъчения.

## Приложение
Рентгеновите лъчи се употребяват в много сфери на науката. За човека едно от най-важните им приложения е в медицината – получаване на снимки с рентгенов апарат (вж. радиология).

### В медицината
Поглъщането на рентгеновите лъчи от веществото се различава от поглъщането на светлината. Например прозрачното за видимата светлина оловно стъкло почти изцяло поглъща рентгеновите лъчи и затова се използва за защита на работещите с рентгенова апаратура. Обратно, рентгеновите лъчи преминават през алуминиево фолио, което е непрозрачно за светлината, с минимално поглъщане. Органите и тъканите на човешкото тяло поглъщат рентгеновите лъчи в различна степен. Например костите и други тъкани, съдържащи калций, ги поглъщат по-силно от меките тъкани и именно това се използва в медицината за наблюдаване на вътрешните органи на човека – кости, бели дробове и др. Изследваната част от тялото се облъчва с рентгенови лъчи, които частично се поглъщат, а преминалите лъчи попадат върху екрана на флуороскоп или върху касета с фотографски филм. На екрана образът на обектите, които по-силно поглъщат рентгеновите лъчи (например костите) е светъл, а на по-слабо поглъщащите (като белия дроб, например) – тъмен. В съвременните компютърни рентгенови томографи тесен рентгенов сноп сканира послойно дадена част от човешкото тяло и образите на отделните слоеве се получават след компютърна обработка на интензитета на преминалото през тях лъчение.

### В археологията
Чрез качествен анализ на метални образци от археологически артефакти се получава информация за технологията на
производството на бронзови, сребърни и позлатени изделия, за методите на създаване на тънки покрития от благородни метали, както и за произхода на суровините, използвани при производството – например в шуменските села Златар, Новосел и Надарево